# Sanigis
Els sanigis o saniges o sanigets (en llatí sanigeti, saniges, sanigi o sanigii, en georgià სანიგები) eren una de les tribus de Còlquida. El seu territori s'estenia de Bzipi a Jiketi, a la part sud de la moderna Abkhàzia. Sembla que eren una barreja d'ètnies. Les primeres mencions d'aquest poble les fan Plini el Vell, Flavi Arrià i Memnó d'Heraclea. Segons Flavi Arrià habitaven els voltants de la ciutat de Sebastòpolis, (actual Sukhumi). La Sanigètia va ser una de les petites regions històriques de la Geòrgia medieval.